# Kokodo II
Kokodo II est une localité de la région du Centre au Cameroun, localisée dans la commune d'Elig-Mfomo et le département de la Lekié.

## Population
En 1964, Kokodo II comptait 480 habitants, principalement des Eton.
Lors du recensement de 2005, ce nombre s'élevait à 581.